# Catasetum integerrimum
Catasetum integerrinum es una orquídea, epifita con pseudobulbo, que se encuentra distribuida desde México hasta Centroamérica. También se puede encontrar en la selva de Quintana Roo de México.

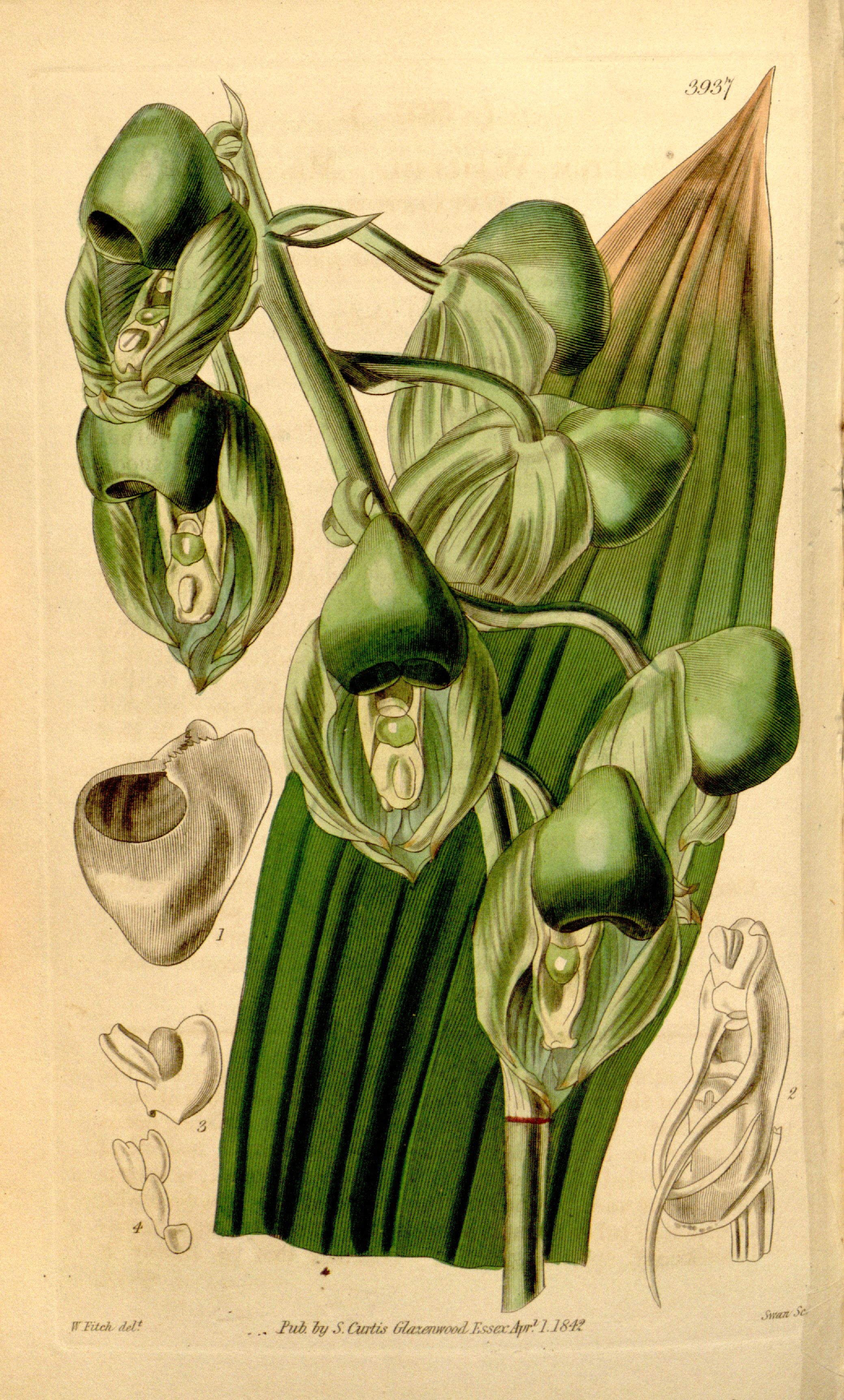
Flor femenina

## Descripción
Epífitas o a veces terrestres; con pseudobulbos fusiformes, de 15 cm de largo y 3 cm de diámetro, revestidos de vainas que, cuando jóvenes, desarrollan hojas gradualmente hasta el ápice, los pseudobulbos viejos desnudos, anillados y verdes. Las hojas 20 cm de largo y 4 cm de ancho, plegadas, con 3 nervios longitudinales principales, verdes. Flores unisexuales producidas lateralmente; flores masculinas 5 cm de diámetro, los sépalos y los pétalos con el lado superior amarillo-verdoso y el lado inferior con manchitas purpúreas, el labelo amarillo-verdoso en el interior y más o menos cubierto de manchitas purpúreas, el sépalo dorsal 40 mm de largo y 20 mm de ancho, los sépalos laterales 40 mm de largo y 17 mm de ancho, los pétalos 40 mm de largo y 22 mm de ancho, el labelo formando un saco profundo con apertura circular sin bordes fimbriados, carnoso, la columna 36 mm de largo, largamente acuminada, con 2 antenas filiformes en el frente; flores femeninas con los sépalos y los pétalos verdes con márgenes blancos, el sépalo dorsal 21 mm de largo y 16 mm de ancho, los sépalos laterales 30 mm de largo y 15 mm de ancho, los pétalos 21 mm de largo y 16 mm de ancho, el labelo formando un saco profundo con interior undulado, la columna 10 mm de largo, sin antenas.

## Distribución y hábitat
Es una especie poco frecuente, que se encuentra en los bosques húmedos a secos, zonas pacífica y atlántica; a una altitud de 0–600 m s. n. m., México a Costa Rica. Esta especie se caracteriza por la apertura circular del labelo sin bordes fimbriados.

## Observaciones
Los alumnos de la escuela telesecundaria has elaborado un proyecto para salvar esta especie de orquídea en peligro de extinción, pues algunas personas las comercializan y esta planta ecosistema casi ha desaparecido de la selva maya.
El jardín botánico KANAÁNTE'EX LE LU'UMA de la escuela Telesecundaria Eduardo Medina Loría tiene como propósito principal multiplicar esta planta tan hermosa, además de conservar otras especies endémicas como la planta boo' tun que se produce sobre las piedras. La "despeinada" y la "pata de  elefante" son las especies que se producirán en este hermoso jardín. También podremos observar diversas clases de orquídeas epífitas características de la selva.  La asesora de este proyecto es la Profª. María Guadalupe Vargas Blanco.
El turismo extranjero visitará próximamente el jardín pero son necesarios recursos para llevar a su última fase el proyecto, pues los alumnos aun hacen el riego por medio de cubetas que transportan de una distancia de 100 metros. Los abuelos de los alumnos, antiguos conocedores de la milenaria tradición maya de curar con plantas se han dado a la tarea de ayudar a sus nietos en la puesta en marcha del proyecto.
En el jardín botánico se puede encontrar diversas especies clasificadas y con diversos letreros con nombre común, taxonomía en latín, nombre en inglés, castellano, y maya. 
Los horarios de visita son desde las 8 a las 14, de lunes a viernes.

## Propiedades
Esta especie de orquídea se usa en Quintana Roo para el tratamiento de la mordedura de víbora, en Tabasco para curar los nacidos, y en Yucatán para deshacer tumores.

## Taxonomía
Catasetum integerrimum fue descrito por William Jackson Hooker y publicado en Botanical Magazine 67: t. 3823. 1840.
Etimología
Ver: Catasetum
integerrimum: epíteto latino que significa "entera, sin dientes".
Sinonimia
- Catasetum integerrimum var. purpurascens Hook. 1840
- Catasetum integerrimum var. viridiflorum Hook. 1840
- Catasetum wailesii Hook. 1842[4]